# DC宇宙 (影視系列)
DC宇宙（英語：DC Universe，簡稱）是由DC工作室基于DC漫畫出版物中的虛構角色独立制作的一系列影視作品所构成的一個架空世界和共同世界，前身為DC擴展宇宙，而一些特定的連貫性細節，如DC擴展宇宙中的一些角色（及其演員）和故事線則仍被承認。DC宇宙中包含的動畫、視像遊戲以及其他媒體將與影視作品共享連貫性。
詹姆斯·岡恩和彼得·沙佛朗於2022年11月初被聘接替濱田沃特擔任剛完成重組的DC工作室的聯合主席兼聯合行政總裁，兩人隨即開始開發一系列重啟電影，旨在重新喚起人們對不同DC角色電影迭代的興趣，並對陷入開發地獄後在DC擴展宇宙後期被取消優先權的主要產權予以重新考慮。同樣，大多數DC影業下達綠燈的項目都被兩人取消，以便為新項目騰出空間。
DC工作室將按“章數”發佈項目，並圍繞着故事弧線。第一部分名為“第一章：諸神與怪物”（"Chapter 1: Gods and Monsters"），將由動畫影集《生物突擊隊》揭開序幕，並由2025年電影《超人》引入總體故事線。

## 開發
2022年4月，在華納媒體和探索公司合併後，華納兄弟探索在DC擴展宇宙系列電影票房不佳的情況下宣佈全面改革DC娛樂和DC影業的製作功能，主席兼行政總裁大衛·扎斯拉夫表示認為DC缺乏連貫創意及品牌戰略，並指“正在尋求聘請一位創意與戰略雙全、並能與競爭對手漫威影業的凱文·費吉和漫威電影宇宙相媲美的獨攬大權者，探索公司打算重振一些他們認為在近年被忽視的頂級DC角色，例如超人。”同年10月，濱田沃特確認將於月底卸任DC影業部門首席執行官的職位，詹姆斯·岡恩和彼得·沙佛朗被宣佈為新任聯合行政總裁及聯合主席，兩人從此負責監督未來所有DC相關的影視、動畫和電子遊戲項目，同時亦確認DC影業將改組為DC工作室，預計將監督工作室所有業務及製作相關事宜的沙佛朗此前曾經擔任多部DC擴展宇宙電影的製片人，例如2018年電影《水行俠》、2019年電影《沙贊！》、由岡恩執導及執筆的2021年電影《自殺突擊隊：集結》和2022年HBO Max電視劇《和平使者》等。兩人預計將直接向扎斯拉夫匯報，並會經常與華納兄弟探索的其他影業負責人合作，而在日常運作中則維持自主。
同年11月初，開始在工作室中扮演新角色的岡恩和沙佛朗分別負責創意和製作相關的職責。除了在重組後被宣佈聯合領導DC工作室外，兩人亦發表聲明稱“對超人、蝙蝠俠、神力女超人、水行俠、哈莉·奎茵和其他DC角色的承諾只能與他們對這些角色所代表的人類可能性的奇妙的承諾相提並論”，又指很高興能講述一些“有史以來最偉大、最美麗和最宏偉的故事。”12月，兩人首次以DC工作室負責人的身份與華納兄弟探索會面，於見面會上簡介了涵蓋比DC擴展宇宙更宏大的多種媒體的全新DC電影系列，並提出了一個將此系列在現有的影視支柱外加入動畫和視像遊戲等媒體領域的多媒體項目；華納兄弟探索和岡恩隨後開始將該全新共享宇宙稱為“DC宇宙”（DC Universe），該名字直接受DC漫畫的主要出版刊物中的同名共享宇宙所啟發；將DC動畫宇宙和2010年至2022年動畫劇集《少年正義聯盟》作為新DC宇宙系列項目的重要靈感來源的岡恩於月底表示已經敲定的新DC電影名單中的數部電影將於1月公佈，並透露一部已經進入開發階段的全新超人電影將專注於超人的年輕時期，因此該片中的超人並不會由亨利·卡維爾出演，卡維爾隨後證實自己將辭去在DC擴展宇宙中飾演的「超人」克拉克·肯特一角。
2023年1月，《綜藝》報導稱新DC宇宙將“廣泛但非全面地重置”該電影系列。1月31日，岡恩和沙佛朗公佈了多個處於開發階段的項目，並計劃在未來八至十年內以多種形式發布，包括院線、標準畫質電視及串流媒體；系列第一部分名為“第一章：諸神與怪物”（"Chapter 1: Gods and Monsters"），當時公佈的影視作品包括電影《超人：傳承》、《權力戰隊》、《智勇悍將》、《超女：明日之女》和《沼澤異形》，以及劇集《生物突擊隊》、《華勒》、《綠燈軍團》、《失樂園》和《金色先鋒》，而雖然《超人：傳承》將被視為DC宇宙的首部作品，但《生物突擊隊》和《華勒》將在此之前發佈，並被視為DC宇宙的“餐前酒”；他們亦組建了一個編劇室，成員包括·、傑瑞米·、·、克莉絲陶·亨利（Christal Henry）和湯姆·。DC宇宙將由一個包括真人影視項目、動畫和視像遊戲的集中式宇宙組成，不屬於該共享宇宙的項目將被標記為“異世界”。兩人亦表示伊薩·米勒、蓋兒·加朵、傑森·摩莫亞和繼續飾演相應DC擴展宇宙角色的“大門永遠是敞開的”，唯獨米勒於一系列在2022年發生的事件後仍專注於心理健康輔導。岡恩進一步闡述DC工作室的視像遊戲計劃的目的是在DC宇宙中講述一些全新的故事以彌合項目之間的差距，而在開發時亦會顧及到不遊玩視像遊戲的觀眾，令他們不會錯過任何整體故事的元素；他又將DC宇宙比作《星際大戰》系列，因為他們的計劃內容如劇集般涵蓋“不同時間、不同地點、不同事物”，角色亦“在道德上更為複雜”。

## 電影
| 序                 | 電影                 | 美國上映日期       | 導演               | 編劇                      | 監製                                                       | 狀態               |                    |
| 第一章：諸神與怪物 | 第一章：諸神與怪物   | 第一章：諸神與怪物 | 第一章：諸神與怪物 | 第一章：諸神與怪物        | 第一章：諸神與怪物                                         | 第一章：諸神與怪物 | 第一章：諸神與怪物 |
| ------------------ | -------------------- | ------------------ | ------------------ | ------------------------- | ---------------------------------------------------------- | ------------------ | ------------------ |
| 1                  | 《超人》             | 2025年7月11日      | 詹姆斯·岡恩        | 詹姆斯·岡恩               | 詹姆斯·岡恩 彼得·沙佛朗 （ 英语 ： Peter Safran）                      | 已上映             |                    |
| 2                  | 《超少女》           | 2026年6月26日      | 克雷格·格里斯佩    | 安娜·諾蓋拉               | 詹姆斯·岡恩 彼得·沙佛朗 （ 英语 ： Peter Safran）                      | 後期製作           |                    |
| 3                  | 《泥面人》           | 2026年9月11日      | 詹姆斯·瓦特金斯    | 麥可·弗拉納根 霍辛·阿米尼 | 詹姆斯·岡恩 彼得·沙佛朗 马特·里夫斯 林恩·哈裏斯            | 前期製作           |                    |
| 待定               | 《權力戰隊》         | 待定               | 待定               | 待定                      | 待定                                                       | 開發中             |                    |
| 待定               | 《智勇悍將》         | 待定               | 安迪·馬希提        | 待定                      | 芭芭拉·馬希提 （ 英语 ： Barbara Muschietti） 詹姆斯·岡恩 彼得·沙佛朗 [ 18 ] | 開發中             |                    |
| 待定               | 《沼澤異形》         | 待定               | 詹姆斯·曼高德      | 詹姆斯·曼高德             | 待定                                                       | 開發中             |                    |
| 其他電影           |                      |                    |                    |                           |                                                            |                    |                    |
| 待定               | 未命名少年泰坦電影   | 待定               | 待定               | 安娜·諾蓋拉               | 待定                                                       | 開發中             |                    |
| 待定               | 未命名班恩和喪鍾電影 | 待定               | 待定               | 馬修·奧頓                 | 待定                                                       | 開發中             |                    |
| 待定               | 未命名神奇女俠電影   | 待定               | 待定               | 待定                      | 待定                                                       | 開發中             |                    |
| 待定               | 未命名正義聯盟電影   | 待定               | 待定               | 待定                      | 待定                                                       | 開發中             |                    |

### 《超人》（2025）
2022年10月，岡恩和沙佛朗在DC擴展宇宙2021年電影《自殺突擊隊：集結》及2022年影集《和平使者》中成功合作後開始製作一部新DC宇宙電影，據報為眾多DC項目之首。12月初，岡恩宣佈他準備向扎斯拉夫匯報的一系列新電影中包括一部積極開發中的超人獨立電影，作為編劇的他確認改片將脫離該角色的DC擴展宇宙版本而作為該電影系列的重啟作，聚焦於年輕的克拉克·肯特開始在星球日報工作而放棄重述該角色的起源故事，原定在2022年電影《黑亞當》出現後回歸參演2013年電影《超人：鋼鐵英雄》續集的DC擴展宇宙角色「超人」克拉克·肯特演員亨利·卡維爾同時亦確認自己將不會在該項目或未來該角色的登場作中回歸出演該角色。岡恩後來澄清道超人在電影中的年齡為25歲左右，使他比2001至2011年劇集《超人前傳》中的克拉克·肯特更為老練及經驗豐富，但比起由卡維爾所飾演的DC擴展宇宙版超人則更為年輕，而電影的故事將部分受葛蘭·莫瑞森和弗蘭克·奎特利所創作的2005至2008年十二期迷你漫畫系列《全明星超人》啟發。2023年1月，岡恩宣佈電影的正式片名為，並將其描述為工作室對DC宇宙總體故事的“真正開始”。2023年3月，冈恩正式确定执导《超人：传承》。2023年6月，岡恩宣佈由大衛·科倫斯韋和瑞秋·布羅斯納安分別飾演超人和露薏絲·蓮恩。電影於2024年2月29日在亞特蘭大開始拍攝。電影於2025年7月11日上映。

### 《超少女》（2026）
2023年1月，岡恩宣佈將推出一部很大程度上源於由作家湯姆·及藝術家比奎斯·艾芙莉（Bilquis Evely）所創作的2021至22年迷你漫畫系列《超少女：明日之女》的「超少女」卡拉·佐·艾爾獨立電影。11月，岡恩宣佈由安娜·諾蓋拉編寫劇本。2024年1月，岡恩宣佈由米莉·愛考克飾演本片角色。12月，傑森·莫瑪宣佈出演暴狼，他此前在DC擴展宇宙飾演水行俠。電影於2025年1月至5月在華納兄弟利維斯登工作室和倫敦拍攝。電影計劃於2026年6月26日上映。

### 《泥面人》（2026）
2023年1月，麥可·弗拉納根與岡恩和沙佛朗會面提出開發由泥面人主角電影。

### 《權力戰隊》
2023年1月，岡恩宣佈一部圍繞超級英雄團隊權力戰隊的電影進入開發階段，並指電影將整合DC的狂風暴漫畫公司角色到DC宇宙中，以便讓他們在未來項目中與DC漫畫核心角色互動。

### 《智勇悍將》
2022年12月，岡恩在Twitter上向一名用戶確認蝙蝠俠將成為DC宇宙故事的一大部分。當時左右，岡恩和2022年電影《蝙蝠俠》導演麥特·李維斯對多篇暗示該片及其版本由羅伯·派汀森飾演的「蝙蝠俠」布魯斯·韋恩將被整合到新DC宇宙中的臆測性報導進行闢謠，岡恩指此類説法“完全不正確”。李維斯於2023年1月確認正與岡恩和沙佛朗會面，討論其“蝙蝠宇宙”項目的“總體計劃”以及它們將如何繼續共存並為DC宇宙中的角色指導方向。岡恩於同月宣佈將推出圍繞DC宇宙版「蝙蝠俠」布魯斯·韋恩及「羅賓」達米安·韋恩的電影《智勇悍將》，該片將引至蝙蝠家族於未來項目中組成，而與該團隊相關的角色亦將出現於故事中；電影背後的故事被岡恩以莫瑞森所創作的《蝙蝠俠》漫畫作為主要靈感來源，他確認布魯斯·韋恩將由一位不是派汀森亦不是在DC擴展宇宙中飾演該角色的班·艾佛列克的新演員飾演，而電影亦將與李維斯的《蝙蝠俠》宇宙未來項目無關。2023年6月，安迪·馬希提經證實將擔任導演，但要等到2023年美國編劇工會大罷工收尾、劇本產出後才會正式投入。

### 《沼澤異形》
2023年1月，岡恩宣佈將推出一部以沼澤異形為中心的電影，並將電影描述為一個聚焦於該怪物起源的“極之黑暗且恐怖故事”，又指電影雖然與DC宇宙其他部分的色調不同，但無論如何仍將無縫地融入總體故事中。隔月，詹姆士·曼格就編劇和執導電影展開談判，不過他會先完成及巴布·狄倫傳記電影。4月，曼格證實他正在編寫劇本。

### 未命名少年泰坦電影
2024年3月，據報道圍繞少年泰坦的電影正在開發，由《超女：明日之女》的編劇安娜·諾蓋拉編寫劇本。

### 未命名班恩和喪鐘電影
2024年9月，據報道班恩和喪鐘組隊電影正在開發，由《美國隊長：無畏新世界》的編劇馬修·奧頓編寫劇本。

### 未命名神奇女俠電影
2025年6月，岡恩透露神奇女俠電影正在編寫劇本。

### 未命名正義聯盟電影
2025年7月，據報道岡恩和沙佛朗計劃製作新的正義聯盟電影。

## 電視劇
| 第一章：諸神與怪物 |   |      |      |               |              |         |                                         |          |
| 《生物突擊隊》     | 1 | 7    | 7    | 2024年12月5日 | 2025年1月9日 | Max     | 迪恩·洛雷                               | 已完結   |
| 《和平使者》       | 2 | 8    | 8    | 2025年8月21日 | 待定         | HBO Max | 詹姆斯·岡恩                             | 後期製作 |
| 《綠燈軍團》       | 1 | 8    | 8    | 2026年初      | 待定         | HBO     | 克裏斯·蒙迪                             | 後期製作 |
| 《金色先鋒》       | 1 | 待定 | 待定 | 待定          | 待定         | HBO Max | 大衛·詹金斯                             | 已預訂   |
| 《華勒》           | 1 | 待定 | 待定 | 待定          | 待定         | HBO Max | 絲 ·亨利（ ） 傑瑞米·卡佛 （ 英语 ： Jeremy Carver） | 開發中   |
| 《失樂園》         | 1 | 待定 | 待定 | 待定          | 待定         | HBO Max | 待定                                    | 開發中   |
| 其他電視劇         |   |      |      |               |              |         |                                         |          |
| 未命名藍甲蟲影集   | 1 | 待定 | 待定 | 待定          | 待定         | 待定    | 米格爾·普加                             | 開發中   |
| 《生物突擊隊》     | 2 | TBA  | TBA  | TBA           | TBA          | Max     | 迪恩·洛雷                               | 開發中   |

### 《生物突擊隊》（2024至今）
2023年1月，岡恩在Twitter上透露當時正為另一部未公佈DC宇宙影集編寫劇本，隨後再透露正在編寫一部以生物突擊隊為主角的動畫影集，並表示其將開創先例讓角色能於DC宇宙中在動畫和真人項目間轉換，同時在兩種媒體中保留同一位演員。故事講述由薇拉·戴維絲回歸飾演的DC擴展宇宙角色阿曼達·華勒組建標題團隊作為黑色行動單位，成員包括老瑞克·佛萊格、妮娜·馬祖斯基（Nina Mazursky）、磷博士、艾瑞克·弗蘭肯斯坦夫婦、G.I.機器人和黃鼠狼。《生物突擊隊》計劃於2024年12月在HBO Max發佈。

### 《和平使者》第二季（2025）
2022年2月，華納續訂第二季，詹姆斯·岡恩擔當所有集數的編劇和導演。2023年2月，岡恩表示第二季遭到推遲，因為他忙於其他企畫。

### 《綠燈軍團》（2026）
2022年12月，岡恩斷言道綠燈軍團為更廣泛的DC宇宙的一個“重要”部分，但排除了在2011年電影《綠光戰警》中飾演「綠燈俠」哈爾·喬丹的萊恩·雷諾斯回歸出演該角色的可能性，並指該前景不是他的、而且更大程度上不是萊恩·雷諾斯的優先事項。一個月後，岡恩宣佈推出主要聚焦於兩位綠燈軍團角色哈爾·喬丹及約翰·史都華的影集，故事亦將介紹其他綠燈俠；他將影集描述為“幾乎是有着幾位綠燈俠的無間警探”的陸上故事，並暗示情節將圍繞着兩人在監視地球時所發現的一個黑暗謎團，由此展開DC宇宙的主要故事。

### 《金色先鋒》
2023年1月，岡恩宣佈將推出一部金色先鋒影集，並將講述一位“來自未來的失敗者”回到過去成為超級英雄並贏得公眾欽佩的故事比作“有如冒名頂替症候群的超級英雄”，又將影集描述為一部徹頭徹尾的喜劇。

### 《華勒》
2022年5月，一部圍繞華勒的影集進入開發階段，克莉絲陶·亨利（Christal Henry）將與岡恩、沙佛朗及回歸出演標題角色的戴維絲共同擔任執行製片人，故事時間點設於《和平使者》第一季及第二季之間。岡恩於2023年1月公佈影集的正式片名為，並透露傑瑞米·卡佛將參與影集的開發工作，故事圍繞華勒與她的前天眼局特工組隊。《華勒》計劃於HBO Max發佈。

### 《失樂園》
2023年1月，岡恩宣佈將推出一部聚焦於天堂島亞馬遜人的影集，故事發生於「神力女超人」黛安娜·普林斯出生前。岡恩將影集故事及背景與2011至2019年劇集中的維斯特洛進行了比較。

### 未命名藍甲蟲影集
2024年6月，華納兄弟動畫公司宣佈開發圍繞藍甲蟲動畫影集，開發想法源自于藍甲蟲。

## 音樂

### 原聲帶
| 標題             | 發行日       | 配樂家                 | 時長    | 發行商   |
| ---------------- | ------------ | ---------------------- | ------- | -------- |
| 超人：電影原聲帶 | 2025年7月8日 | 約翰·墨菲及大衛‧弗萊明 | - 77:00 | 水塔音樂 |

## DC異世界
在2023年1月宣布DC宇宙的首批項目時，岡恩表示任何不適合DCU共享宇宙的項目都被標記為“DC異世界”（DC Elseworlds）。這與DC漫畫使用異世界標籤來區分與主線故事分離的漫畫書方式相同。沙佛朗表示非DC宇宙項目必須滿足很高的標準才能獲得批准。目前確認的“DC異世界”項目其中包括：2013年首播的動畫影集《少年悍將GO！》、陶德·菲利普斯執導的2019年電影《小丑》及其2024年續作《小丑：雙重瘋狂》、2019年首播的動畫影集《哈莉·奎茵》、2021至24年播出的電視劇《超人與露易絲》、由馬特·里夫斯主導的2022年電影《蝙蝠俠》及其衍生的共享宇宙、一部正在計劃由J·J·艾布斯作製片人及塔内西·科茨編劇以黑人主演的超人電影，以及其他DC宇宙系列以外的不同項目等。

## 另見
- DC漫畫改編電影列表
- DC漫畫改編電視劇列表

## 備註
1. ↑  DC工作室行政總裁詹姆斯·岡恩指DC宇宙“廣泛但非全面地重置了”DC擴展宇宙，暗示後者的一些元素將保留於前者[1]。
2. ↑  當前譯名為暫定名稱，以便查詢。DC工作室仍未公佈官方正式譯名。

## 資料來源
1. ↑  Siegel, Tatiana. . Variety. 2023-01-04  [2023-02-04]. （原始内容存档于2023-01-04）.
2. ↑  Lang, Brent; Donnelly, Matt. . Variety. 2022-04-14  [2022-04-15]. （原始内容存档于2022-04-14）.
3. ↑  Otterson, James. . Variety. 2022-10-25  [2022-10-26]. （原始内容存档于2022-10-25）.
4. 1 2  Kit, Borys; Couch, Aaron. . The Hollywood Reporter. 2022-10-25  [2022-12-18]. （原始内容存档于2022-10-25） （美国英语）.
5. ↑  Lang, Brent; Donnelly, Matt. . Variety. 2022-10-25  [2022-12-18]. （原始内容存档于2022-11-14） （美国英语）.
6. ↑  McMillan, Graeme. . Wired. 2022-11-01  [2022-12-18]. ISSN 1059-1028. （原始内容存档于2022-11-08） （美国英语）.
7. ↑  D'Alessandro, Anthony. . Deadline Hollywood. 2022-11-10  [2022-12-18]. （原始内容存档于2022-11-10） （美国英语）.
8. ↑  Outlaw, Kofi. . ComicBook.com. 2022-10-25  [2023-01-06]. （原始内容存档于2022-10-25） （英语）.
9. ↑  Schaefer, Sandy. . /Film. 2022-10-26  [2023-01-06]. （原始内容存档于2022-10-26） （美国英语）.
10. ↑  Motamayor, Rafael. . /Film. 2022-12-21  [2022-12-31]. （原始内容存档于2022-12-21） （美国英语）.
11. ↑  Siegel, Tatiana. . Variety. 2023-01-04  [2023-01-05]. （原始内容存档于2023-01-04） （英语）.
12. 1 2 3 4 5 6 7  Vary, Adam B. . Variety. 2023-01-31  [2023-01-31]. （原始内容存档于2023-01-31）.
13. 1 2  Lussier, Germain. . Gizmodo. 2023-01-31  [2023-02-01]. （原始内容存档于2023-01-31）.
14. ↑  Kit, Borys. . The Hollywood Reporter. 2023-01-31  [2023-01-31]. （原始内容存档于2023-01-31）.
15. ↑  D'Alessandro, Anthony. . Deadline Hollywood. 2023-01-31  [2023-02-01]. （原始内容存档于2023-01-31） （美国英语）.
16. ↑  Onder, Cade. . ComicBook.com. 2023-02-03  [2023-02-04]. （原始内容存档于2023-02-05）.
17. 1 2  Donnelly, Matt. . Variety. 2023-03-15  [2023-03-15]. （原始内容存档于2023-03-15）.
18. 1 2 3  Donnelly, Matt. . Variety. 2023-06-16  [2023-06-16]. （原始内容存档于2023-06-16）.
19. 1 2  McPherson, Christopher. . Collider. 2023-04-07  [2023-04-07]. （原始内容存档于2023-04-07）.
20. ↑  . CBR. 2023-04-07  [2023-06-28]. （原始内容存档于2023-06-28） （英语）.
21. ↑  Kit, Borys. . The Hollywood Reporter. 2022-10-17  [2022-12-19]. （原始内容存档于2022-11-08） （美国英语）.
22. ↑  Donnelly, Matt. . Variety. 2022-12-15  [2022-12-19]. （原始内容存档于2022-12-15） （美国英语）.
23. ↑  D'Alessandro, Anthony. . Deadline Hollywood. 2022-12-15  [2022-12-19]. （原始内容存档于2022-12-15） （美国英语）.
24. ↑  Bonomolo, Cameron. . ComicBook.com. 2023-02-02  [2023-02-03]. （原始内容存档于2023-02-02） （英语）.
25. ↑  Chitwood, Adam; Gonzalez, Umberto. . TheWrap. 2023-01-03  [2023-01-03]. （原始内容存档于2023-01-31） （美国英语）.
26. ↑  Kroll, Justin. . Deadline Hollywood. 2023-06-27  [2023-06-27]. （原始内容存档于2023-06-27）.
27. ↑  Rangel, Felipe. . Screen Rant. 2023-05-11  [2023-05-11]. （原始内容存档于2023-05-12）.
28. ↑  Rajput, Priyanca. . Kemps Film and TV Production Services Handbook. 2023-05-12  [2023-05-16]. （原始内容存档于2023-05-16）.
29. ↑  Welk, Brian. . IndieWire. 2023-01-31  [2023-01-31]. （原始内容存档于2023-01-31） （英语）.
30. ↑  Oddo, Marco Vito. . Collider. 2023-01-31  [2023-01-31]. （原始内容存档于2023-01-31） （英语）.
31. ↑  Sinha, Sujita Vito. . Mashable Middle East. 2022-12-16  [2022-12-19]. （原始内容存档于2022-12-19） （英语）.
32. ↑  Nash, Anthony Vito. . ComingSoon.net. 2022-12-14  [2022-12-19]. （原始内容存档于2022-12-15） （英语）.
33. ↑  Flook, Ray. . Bleeding Cool. 2023-01-13  [2023-01-16]. （原始内容存档于2023-01-13） （英语）.
34. ↑  Beedle, Tim. . DC.com. 2023-01-31  [2023-02-02]. （原始内容存档于2023-01-31） （英语）.
35. ↑  Kit, Borys; Couch, Aaron. . The Hollywood Reporter. 2023-06-07  [2023-06-07]. （原始内容存档于2023-06-07）.
36. ↑  Squires, John. . Bloody Disgusting. 2023-01-31  [2023-01-31]. （原始内容存档于2023-01-31） （美国英语）.
37. ↑  Kit, Borys. . The Hollywood Reporter. 2023-02-01  [2023-02-01]. （原始内容存档于2023-02-01）.
38. 1 2  O'Rourke, Ryan. . Collider. 2023-01-31  [2023-01-31]. （原始内容存档于2023-01-31） （英语）.
39. ↑  Mitovich, Matt Webb. . TVLine. 2023-01-05  [2023-01-31]. （原始内容存档于2023-01-06）.
40. ↑  Thomas, Michael. . Collider. 2023-02-05  [2023-02-05]. （原始内容存档于2023-01-31） （英语）.
41. ↑  D'Alessandro, Anthony. . Deadline Hollywood. 2022-02-16  [2022-02-16]. （原始内容存档于2022-02-16）.
42. ↑  Manfredi, Lucas; Gonzalez, Umberto. . TheWrap. 2023-01-31  [2023-02-11]. （原始内容存档于2023-02-02）.
43. ↑  Brail, Nathaniel. . ComicBook.com. 2022-12-10  [2022-12-19]. （原始内容存档于2022-12-10） （英语）.
44. ↑  Lund, Anthony. . MovieWeb. 2022-12-12  [2022-12-19]. （原始内容存档于2022-12-12） （美国英语）.
45. ↑  O'Rourke, Ryan. . Collider. 2023-01-31  [2023-01-31]. （原始内容存档于2023-01-31） （英语）.
46. 1 2  Otterson, Joe. . Variety. 2022-05-03  [2023-01-06]. （原始内容存档于2022-05-03） （英语）.
47. ↑  D'Alessandro, Anthony. . Deadline Hollywood. 2023-01-31  [2023-01-31]. （原始内容存档于2023-01-31） （英语）.
48. ↑  Beedle, Tim. . DC.com. 2023-01-31  [2023-02-02]. （原始内容存档于2023-01-31） （美国英语）.
49. ↑  Treese, Tyler. . ComingSoon.net. 2023-01-31  [2023-01-31]. （原始内容存档于2023-01-31） （美国英语）.

## 外部連結
- DC影業的Facebook專頁
- DC娛樂官網上的電影 （页面存档备份，存于）頁面